# UCI Continental Teams
UCI Continental Teams – trzecia w hierarchii dywizja profesjonalnych zespołów kolarskich.

## Rejestracja zespołów
Rejestracji zespołów w poszczególnych dywizjach, w tym w UCI Continental Teams, dokonuje przed każdym sezonem Międzynarodowa Unia Kolarska. Rejestracja jest dokonywana po sprawdzeniu złożonych dokumentacji przez poszczególne grupy. 

## Wyścigi
Zespoły z dywizji UCI Continental Teams mogą wziąć udział w wyścigach:
- UCI Europe Tour - tylko zarejestrowane w kraju wyścigu w wyścigach kategorii: 1.HC, 2.HC; wszystkie w wyścigach kategorii: 1.1, 2.1, 1.2 i 2.2.
- UCI America Tour, UCI Asia Tour, UCI Oceania Tour i UCI Africa Tour - wszystkie w wyścigach kategorii: 1.HC, 2.HC, 1.1, 2.1, 1.2 i 2.2.

## Lista ekip UCI Continental Teams 2025

### Europe Tour
Austria
| Kod UCI | Oficjalna nazwa grupy          |
| ------- | ------------------------------ |
| FAS     | ARBÖ Kärnten Sport Feld am See |
| HAC     | Hrinkow Advarics               |
| VBG     | Team Vorarlberg                |
| TIR     | Tirol KTM Cycling Team         |
| WSA     | WSA KTM Graz                   |

 Belgia
| Kod UCI | Oficjalna nazwa grupy               |
| ------- | ----------------------------------- |
| ADD     | Alpecin-Deceuninck Development Team |
| LOD     | Lotto Development Team              |
| SQD     | Soudal Quick-Step Devo Team         |
| TIS     | Tarteletto-Isorex                   |
| WNR     | Wanty-Nippo-ReUz                    |

 Czechy
| Kod UCI | Oficjalna nazwa grupy |
| ------- | --------------------- |
| ATT     | ATT Investments       |
| EKA     | Elkov-Kasper          |
| SKC     | Tufo-Pardus Prostějov |

 Dania
| Kod UCI | Oficjalna nazwa grupy            |
| ------- | -------------------------------- |
| GSH     | Airtox-Carl Ras                  |
| BPC     | BHS-PL Beton Bornholm            |
| TCQ     | Team ColoQuick                   |
| TMC     | Team Give Steel-2M Cycling Elite |

 Estonia
| Kod UCI | Oficjalna nazwa grupy |
| ------- | --------------------- |
| QPT     | Quick Pro Team        |

 Francja
| Kod UCI | Oficjalna nazwa grupy                       |
| ------- | ------------------------------------------- |
| ABB     | Arkéa-B&B Hotels Continentale               |
| AIX     | AVC Aix Provence Dole                       |
| BAC     | Bourg-en-Bresse Ain Cyclisme                |
| UCN     | CIC-U-Nantes                                |
| DAD     | Decathlon AG2R La Mondiale Development Team |
| CGF     | Groupama-FDJ                                |
| NMC     | Nice Métropole Côte d'Azur                  |
| AUB     | St Michel-Preference Home-Auber93           |
| VRR     | Van Rysel-Roubaix                           |
| VVB     | Vélo Club Villefranche Beaujolais           |
| VCR     | Veloce Club Rouen 76                        |
| VDU     | Vendée U Pays de la Loire                   |

 Hiszpania
| Kod UCI | Oficjalna nazwa grupy |
| ------- | --------------------- |
| IBA     | Illes Balears Arabay  |

 Holandia
| Kod UCI | Oficjalna nazwa grupy               |
| ------- | ----------------------------------- |
| BCY     | BEAT Cycling Club                   |
| DPP     | Development Team Picnic PostNL      |
| DCC     | Diftar Continental Cyclingteam      |
| MET     | Metec-SOLARWATT p/b Mantel          |
| PHV     | Parkhotel Valkenburg                |
| VLD     | Team Visma-Lease a Bike Development |
| UNI     | Universe Cycling Team               |
| VWT     | VolkerWessels Cycling Team          |

 Izrael
| Kod UCI | Oficjalna nazwa grupy       |
| ------- | --------------------------- |
| ICA     | Israel Premier Tech Academy |

 Litwa
| Kod UCI | Oficjalna nazwa grupy |
| ------- | --------------------- |
| ENT     | Energus Cycling Team  |

 Niemcy
| Kod UCI | Oficjalna nazwa grupy           |
| ------- | ------------------------------- |
| BUB     | Benotti Berthold                |
| BAI     | Bike Aid                        |
| MCT     | MYVELO Pro Cycling Team         |
| RBC     | Red Bull-Bora-Hansgrohe Rookies |
| RRN     | REMBE-Rad-Net                   |
| RRW     | Run&Race-Wibatech               |
| LKH     | Team Lotto Kern-Haus PSD Bank   |
| TSM     | Team Storck-Metropol Cycling    |

 Norwegia
| Kod UCI | Oficjalna nazwa grupy           |
| ------- | ------------------------------- |
| LCT     | Lillehammer CK Continental Team |
| TCR     | Team Coop-Repsol                |

 Polska
| Kod UCI | Oficjalna nazwa grupy  |
| ------- | ---------------------- |
| LPP     | Lubelskie Perła Polski |
| MSP     | Mazowsze Serce Polski  |
| VOS     | Voster ATS Team        |

 Portugalia
| Kod UCI | Oficjalna nazwa grupy                 |
| ------- | ------------------------------------- |
| ATI     | Anicolor/Tien 21                      |
| ATF     | AP Hotels & Resorts/Tavira/SC Farense |
| ALL     | Aviludo-Louletano-Loulé               |
| LAA     | Credibom/LA Alumínios/Marcos Car      |
| EFP     | Efapel Cycling                        |
| CDF     | Feirense-Beeceler                     |
| GSU     | GI Group Holding-Simoldes-UDO         |
| RPB     | Rádio Popular-Paredes-Boavista        |
| TAV     | Tavfer-Ovos Matinados-Mortágua        |

 Rumunia
| Kod UCI | Oficjalna nazwa grupy |
| ------- | --------------------- |
| MEN     | MENtoRISE Teem CCN    |
| MIG     | Monzon-Incolor-Gub    |

 Słowacja
| Kod UCI | Oficjalna nazwa grupy   |
| ------- | ----------------------- |
| DKB     | Dukla Banská Bystrica   |
| PBC     | Pierre Baguette Cycling |

 Słowenia
| Kod UCI | Oficjalna nazwa grupy     |
| ------- | ------------------------- |
| ADR     | Adria Mobil               |
| FRT     | Factor Racing             |
| PGL     | Pogi Team Gusto Ljubljana |

 Szwajcaria
| Kod UCI | Oficjalna nazwa grupy      |
| ------- | -------------------------- |
| TUU     | Tudor Pro Cycling Team U23 |

 Szwecja
| Kod UCI | Oficjalna nazwa grupy    |
| ------- | ------------------------ |
| LUC     | Lucky Sport Cycling Team |
| MSA     | Motala AIF Continental   |

 Turcja
| Kod UCI | Oficjalna nazwa grupy                     |
| ------- | ----------------------------------------- |
| IBB     | Istanbul Büyükșehir Belediye Spor Türkiye |
| KBB     | Konya Büyükşehir Belediye Spor            |
| STC     | Spor Toto Cycling Team                    |

 Ukraina
| Kod UCI | Oficjalna nazwa grupy |
| ------- | --------------------- |
| CTU     | Ukraine Cycling Team  |

 Węgry
| Kod UCI | Oficjalna nazwa grupy        |
| ------- | ---------------------------- |
| EPR     | Epronex-Hungary Cycling Team |
| KGC     | Karcag Cycling ÉPKAR Team    |
| TUS     | Team United Shipping         |

 Włochy
| Kod UCI | Oficjalna nazwa grupy              |
| ------- | ---------------------------------- |
| BTC     | Beltrami TSA-Tre Colli             |
| BIE     | Biesse-Carrera-Premac              |
| GEF     | General Store-Essegibi-F.Lli Curia |
| GSC     | Gragnano Sporting Club             |
| MBH     | MBH Bank Ballan CSB                |
| MGK     | MG.K Vis-Costruzioni e Ambiente    |
| PAD     | S.C. Padovani Polo Cherry Bank     |
| IPD     | Sam-Vitalcare-Dynatek              |
| TER     | Team Technipes #inEmiliaRomagna    |
| ZEF     | UC Trevigiani-Energiapura Marchiol |

### Africa Tour
Algieria
| Kod UCI | Oficjalna nazwa grupy  |
| ------- | ---------------------- |
| MPT     | Madar Pro Cycling Team |

 Egipt
| Kod UCI | Oficjalna nazwa grupy |
| ------- | --------------------- |
| SCD     | SuezCanalDiscovery    |

 Maroko
| Kod UCI | Oficjalna nazwa grupy  |
| ------- | ---------------------- |
| AVP     | Agadir Vélo Propulsion |
| SUT     | Sidi Ali-Unlock Team   |

 Rwanda
| Kod UCI | Oficjalna nazwa grupy  |
| ------- | ---------------------- |
| JIT     | Java-Inovotec Pro Team |
| MSR     | May Stars              |
| AMN     | Team Amani             |

### Oceania Tour
Australia
| Kod UCI | Oficjalna nazwa grupy               |
| ------- | ----------------------------------- |
| A6D     | Atom 6 Bikes-Decca Continental Team |
| CBW     | CCACHE X Bodywrap                   |
| HBG     | Hagens Berman Jayco                 |
| STG     | St. George Continental Cycling Team |

 Guam
| Kod UCI | Oficjalna nazwa grupy |
| ------- | --------------------- |
| ECT     | EuroCyclingTrips-CCN  |

 Nowa Zelandia
| Kod UCI | Oficjalna nazwa grupy    |
| ------- | ------------------------ |
| NZP     | MitoQ-NZ Cycling Project |

### Asia Tour
Bahrajn
| Kod UCI | Oficjalna nazwa grupy               |
| ------- | ----------------------------------- |
| BVD     | Bahrain Victorious Development Team |

 Chiny
| Kod UCI | Oficjalna nazwa grupy                             |
| ------- | ------------------------------------------------- |
| BDR     | Bodywrap Ltwoo Cycling Team                       |
| CCT     | Camp Cycling Team                                 |
| CDT     | Chengdu DYC Cycling Team                          |
| CAT     | China Anta-Mentech Cycling Team                   |
| FNX     | Fnix-Scom-Hengxiang Cycling Team                  |
| MSS     | Giant Cycling Team                                |
| HST     | Huansheng-Vonoa-Taishan Sport Team                |
| LNS     | Li Ning Star                                      |
| PDS     | Pardus Cycling Team                               |
| PIT     | Pingtan International Tourism Island Cycling Team |
| KSZ     | Shenzhen Kung Cycling Team                        |
| XDS     | Shenzhen Xidesheng Cycling Team                   |
| THT     | The Hurricane & Thunder Cycling Team              |
| TYD     | Tianyoude Hotel Cycling Team                      |
| WZS     | Wuzhishan SCOM MVT Cycling Team                   |

 Filipiny
| Kod UCI | Oficjalna nazwa grupy              |
| ------- | ---------------------------------- |
| 7RP     | 7Eleven Cliqq Roadbike Philippines |
| G4G     | Go For Gold Philippines            |
| SIP     | Standard Insurance PHI             |
| VSC     | Victoria Sports Pro Cycling        |

 Hongkong
| Kod UCI | Oficjalna nazwa grupy |
| ------- | --------------------- |
| HKS     | HKSI Pro Cycling Team |

 Indonezja
| Kod UCI | Oficjalna nazwa grupy    |
| ------- | ------------------------ |
| ASC     | ASC Monsters Indonesia   |
| JPC     | Jakarta Pro Cycling Team |
| NCT     | Nusantara-BYC            |

 Iran
| Kod UCI | Oficjalna nazwa grupy       |
| ------- | --------------------------- |
| SPT     | Sahand Pump Tabriz Crown    |
| TRT     | Tommi's Radltankstelle Team |
| VRI     | Vride                       |

 Japonia
| Kod UCI | Oficjalna nazwa grupy    |
| ------- | ------------------------ |
| ART     | Aisan Racing Team        |
| JCL     | JCL Team UKYO            |
| KIN     | Kinan Racing Team        |
| MTR     | Matrix Powertag          |
| SMN     | Shimano Racing           |
| SPA     | Sparkle Oita Racing Team |
| BGT     | Team Bridgestone Cycling |
| BLZ     | Utsunomiya Blitzen       |
| VCF     | VC Fukuoka               |
| VCH     | Victoire Hiroshima       |

 Kazachstan
| Kod UCI | Oficjalna nazwa grupy            |
| ------- | -------------------------------- |
| ALM     | Almaty                           |
| VNQ     | Team Vino-North Qazaqstan Region |
| AQD     | XDS Astana Development Team      |

 Kirgistan
| Kod UCI | Oficjalna nazwa grupy |
| ------- | --------------------- |
| ACT     | Art Cycling Team      |
| MAX     | Manas-Apex            |

 Korea Południowa
| Kod UCI | Oficjalna nazwa grupy  |
| ------- | ---------------------- |
| GPC     | Gapyeong Cycling Team  |
| GIC     | Geumsan Insam Cello    |
| KSP     | KSPO Professional      |
| LXC     | LX Cycling Team        |
| SCT     | Seoul Cycling Team     |
| UCT     | Uijeongbu Cycling Team |

 Malezja
| Kod UCI | Oficjalna nazwa grupy   |
| ------- | ----------------------- |
| MPC     | Malaysia Pro Cycling    |
| TSG     | Terengganu Cycling Team |

 Tajlandia
| Kod UCI | Oficjalna nazwa grupy             |
| ------- | --------------------------------- |
| GTC     | Grant Thornton Cycling Team       |
| R0I     | Roojai Insurance                  |
| TCC     | Thailand Continental Cycling Team |

 Zjednoczone Emiraty Arabskie
| Kod UCI | Oficjalna nazwa grupy   |
| ------- | ----------------------- |
| UAZ     | UAE Team Emirates Gen Z |

### America Tour
Boliwia
| Kod UCI | Oficjalna nazwa grupy |
| ------- | --------------------- |
| PRB     | Pio Rico Cycling Team |

 Brazylia
| Kod UCI | Oficjalna nazwa grupy |
| ------- | --------------------- |
| SCP     | Swift Pro Cycling     |

 Chile
| Kod UCI | Oficjalna nazwa grupy    |
| ------- | ------------------------ |
| PPS     | Plus Performance-Solutos |

 Ekwador
| Kod UCI | Oficjalna nazwa grupy |
| ------- | --------------------- |
| MBP     | Movistar Best PC      |

 Kanada
| Kod UCI | Oficjalna nazwa grupy     |
| ------- | ------------------------- |
| HUS     | Hustle Pro Cycling        |
| XSU     | XSpeed United Continental |

 Kolumbia
| Kod UCI | Oficjalna nazwa grupy |
| ------- | --------------------- |
| GES     | GW Erco Shimano       |
| TNC     | Nu Colombia           |
| MED     | Team Medellín-EPM     |
| ESC     | Team Sistecredito     |

 Meksyk
| Kod UCI | Oficjalna nazwa grupy |
| ------- | --------------------- |
| CAJ     | Canel's-Java          |
| PTL     | Petrolike             |

 Stany Zjednoczone
| Kod UCI | Oficjalna nazwa grupy         |
| ------- | ----------------------------- |
| EFA     | EF Education-Aevolo           |
| LTF     | Lidl-Trek Future Racing       |
| PEC     | Project Echelon Racing        |
| TND     | Team Novo Nordisk Development |
| TSL     | Team Skyline                  |

## Polskie ekipy w dywizji UCI Continental Teams w historii
| 2005                                    | 2006                      | 2007                        | 2008                    | 2009                             | 2010                         | 2011                                                        | 2012                         | 2013                         | 2014                      | 2015                      | 2016                             | 2017                                          | 2018                      | 2019                       | 2020                      | 2021                       | 2022                      | 2023                      | 2024                      |
| --------------------------------------- | ------------------------- | --------------------------- | ----------------------- | -------------------------------- | ---------------------------- | ----------------------------------------------------------- | ---------------------------- | ---------------------------- | ------------------------- | ------------------------- | -------------------------------- | --------------------------------------------- | ------------------------- | -------------------------- | ------------------------- | -------------------------- | ------------------------- | ------------------------- | ------------------------- |
| Amore & Vita-Beretta                    | Amore & Vita-McDonald's   | Amore & Vita-McDonald's     | Amore & Vita-McDonald's | Amore & Vita-McDonald's          | Amore & Vita-Conad           | Amore & Vita-Conad                                          | Amore & Vita                 | Amore & Vita                 | Amore & Vita-Selle SMP    | Amore & Vita-Selle SMP    | Amore & Vita-Selle SMP           | Amore & Vita-Selle SMP presented by FONDRIEST | Amore & Vita-Prodir       | Amore & Vita-Prodir        | Amore & Vita-Prodir       | Amore & Vita-Prodir        |                           |                           |                           |
| DHL-Author                              | DHL-Author                | DHL-Author                  | DHL-Author              | DHL-Author                       | DHL-Author                   | Bank BGŻ                                                    | Bank BGŻ                     | Bank BGŻ                     |                           |                           |                                  |                                               |                           |                            |                           |                            |                           |                           |                           |
| Knauf Team / PGK Knauf                  | Knauf Team                | Dynatek-Domin Sport         |                         |                                  |                              |                                                             |                              |                              |                           |                           |                                  |                                               |                           |                            |                           |                            |                           |                           |                           |
| Legia-Bazyliszek                        | Legia-Bazyliszek          | Legia-Bazyliszek-TV4        | Legia                   | Legia-Felt                       | Legia-Felt                   | Legia-Felt                                                  | Legia                        | Legia                        | Legia                     | Legia                     | Legia                            | Legia                                         | Legia                     | Legia                      | Legia                     | Legia                      | Legia                     | Legia                     | Legia                     |
| Mesetacaffe-MBK-Scout / Paged-MBK-Scout | MBK Cycles-Scout          |                             |                         |                                  |                              |                                                             |                              |                              |                           |                           |                                  |                                               |                           |                            |                           |                            |                           |                           |                           |
| Grupa PSB / Grupa PSB-Atlas-Orbea       |                           |                             |                         |                                  |                              |                                                             |                              |                              |                           |                           |                                  |                                               |                           |                            |                           |                            |                           |                           |                           |
|                                         | CCC-Polsat / Kross-Polsat | CCC-Polsat-Polkowice        | CCC-Polsat-Polkowice    | CCC-Polsat-Polkowice             | CCC-Polsat-Polkowice         | CCC-Polsat                                                  | CCC-Polsat-Polkowice         | CCC-Polsat-Polkowice         | CCC-Polsat-Polkowice      | CCC-Sprandi-Polkowice     | CCC-Sprandi-Polkowice            | CCC-Sprandi-Polkowice                         | CCC-Sprandi-Polkowice     | CCC Development Team       | CCC Development Team      |                            |                           |                           |                           |
|                                         | Nobless                   |                             |                         |                                  |                              |                                                             |                              |                              |                           |                           |                                  |                                               |                           |                            |                           |                            |                           |                           |                           |
|                                         |                           | MapaMap-Bantprofi           |                         |                                  |                              |                                                             |                              |                              |                           |                           |                                  |                                               |                           |                            |                           |                            |                           |                           |                           |
| Miche                                   | Miche                     | Miche                       | Miche-Silver Cross      | Miche-Silver Cross-Selle Italia  | Miche                        | Miche-Guerciotti                                            | Miche-Guerciotti             |                              |                           |                           |                                  |                                               |                           |                            |                           |                            |                           |                           |                           |
|                                         | Weltour Łazy              | Weltour                     | Weltour-Grijp Łazy      | Weltour-Grijp Łazy               | Romet-Weltour-Dębica         |                                                             |                              |                              | Weltour-Guerciotti        |                           |                                  |                                               |                           |                            |                           |                            |                           |                           |                           |
|                                         |                           |                             | Passage Cycling Team    |                                  |                              |                                                             |                              |                              |                           |                           |                                  |                                               |                           |                            |                           |                            |                           |                           |                           |
| Intel-Action                            | Intel-Action              | Intel-Action / Action-Uniqa | Mróz-Action-Uniqa       | Mróz Continental Team            | Mróz-Active Jet              | Mróz-Active Jet                                             | Team HP-Sferis               | Team HP-Sferis               | ActiveJet Team            | ActiveJet Team            | Verva ActiveJet Pro Cycling Team |                                               |                           |                            |                           |                            |                           |                           |                           |
|                                         |                           |                             |                         | Team Corratec / Team Utensilnord |                              |                                                             |                              |                              |                           |                           |                                  |                                               |                           |                            |                           |                            |                           |                           |                           |
|                                         |                           |                             |                         |                                  | Aktio Group Mostostal Puławy | Aktio Group Mostostal Puławy / KS Pogoń Mostostal Puławy    | KS Pogoń Mostostal Puławy    | KS Pogoń Mostostal Puławy    | KS Pogoń Mostostal Puławy | KS Pogoń Mostostal Puławy | KS Pogoń Mostostal Puławy        | KS Pogoń Mostostal Puławy                     | KS Pogoń Mostostal Puławy | KS Pogoń Mostostal Puławy  | KS Pogoń Mostostal Puławy | KS Pogoń Mostostal Puławy  | KS Pogoń Mostostal Puławy | KS Pogoń Mostostal Puławy | KS Pogoń Mostostal Puławy |
|                                         |                           |                             |                         |                                  |                              | BDC Team                                                    | BDC-Marcpol Team             | BDC-Marcpol Team             | BDC-Marcpol Team          |                           |                                  |                                               |                           |                            |                           |                            |                           |                           |                           |
|                                         |                           |                             |                         |                                  |                              | LMGKK Ziemia Brzeska / Ziemia Brzeska PSV 1895 Passau Brzeg | Wibatech-LMGK Ziemia Brzeska | Team Wibatech-Brzeg          | Wibatech Fuji Żory        | Wibatech Fuji             | Wibatech Fuji                    | Wibatech 7R Fuji                              | Wibatech Merx 7R          | Wibatech Merx              | Wibatech Merx             | Wibatech Bayern-RSV Passau | Santic-Wibatech           | Santic-Wibatech           | Santic-Wibatech           |
|                                         |                           |                             |                         |                                  |                              |                                                             | TC Chrobry Felt Głogów       | TC Chrobry Lasocki Głogów    | TC Chrobry Lasocki Głogów | TC Chrobry Saroni Głogów  | TC Chrobry Scott Głogów          | TC Chrobry Scott Głogów                       | TC Chrobry Scott Głogów   | TC Chrobry Scott Głogów    | TC Chrobry Scott Głogów   | TC Chrobry Scott Głogów    | TC Chrobry Scott Głogów   | TC Chrobry Scott Głogów   | TC Chrobry Scott Głogów   |
|                                         |                           |                             |                         |                                  |                              |                                                             |                              | Las Vegas Power Energy Drink | Mexller                   | Domin Sport               | Domin Sport                      | Domin Sport                                   |                           |                            |                           |                            |                           |                           |                           |
|                                         |                           |                             |                         |                                  |                              |                                                             |                              |                              |                           |                           |                                  | Team Hurom                                    | Team Hurom                | Hurom BDC Development Team | Mazowsze Serce Polski     | Mazowsze Serce Polski      | HRE Mazowsze Serce Polski | HRE Mazowsze Serce Polski | Mazowsze Serce Polski     |
|                                         |                           |                             |                         |                                  |                              |                                                             |                              |                              |                           |                           | Voster Cycling Team              | Voster Uniwheels Team                         | Voster Uniwheels Team     | Voster ATS Team            | Voster ATS Team           | Voster ATS Team            | Voster ATS Team           | Voster ATS Team           | Voster ATS Team           |
|                                         |                           |                             |                         |                                  |                              |                                                             |                              |                              |                           |                           |                                  |                                               |                           |                            |                           |                            |                           | Lubelskie Perła Polski    | Lubelskie Perła Polski    |

Dywizja:
     UCI ProTeams
     UCI Professional Continental Teams
     UCI Continental Teams
     grupa amatorska
     grupa nie funkcjonuje